# Newburg (Virgínia de l'Oest)
Newburg és una població dels Estats Units a l'estat de Virgínia de l'Oest. Segons el cens del 2000 tenia 360 habitants.

## Demografia
Segons el cens del 2000, Newburg tenia 360 habitants, 131 habitatges, i 99 famílies. La densitat de població era de 175,9 habitants per km².
Dels 131 habitatges en un 42% hi vivien nens de menys de 18 anys, en un 57,3% hi vivien parelles casades, en un 13,7% dones solteres, i en un 23,7% no eren unitats familiars. En el 19,1% dels habitatges hi vivien persones soles l'11,5% de les quals corresponia a persones de 65 anys o més que vivien soles. El nombre mitjà de persones vivint en cada habitatge era de 2,75 i el nombre mitjà de persones que vivien en cada família era de 3,13.
Per edats la població es repartia de la següent manera: un 29,2% tenia menys de 18 anys, un 8,3% entre 18 i 24, un 28,6% entre 25 i 44, un 19,2% de 45 a 60 i un 14,7% 65 anys o més.
L'edat mediana era de 35 anys. Per cada 100 dones de 18 o més anys hi havia 96,2 homes.
La renda mediana per habitatge era de 24.063 $ i la renda mediana per família de 24.688 $. Els homes tenien una renda mediana de 26.250 $ mentre que les dones 15.000 $. La renda per capita de la població era de 9.952 $. Entorn del 28,6% de les famílies i el 27,7% de la població estaven per davall del llindar de pobresa.

## Poblacions més properes
El següent diagrama mostra les poblacions més properes.